# فاکوندو آرانا
فاکوندو آرانا (انگلیسی: Facundo Arana؛ زادهٔ ۳۱ مارس ۱۹۷۲) آهنگساز و بازیگر تلویزیون اهل آرژانتین است. وی از سال ۱۹۹۳ میلادی تاکنون مشغول فعالیت بوده است.
از فیلم‌ها یا برنامه‌های تلویزیونی که وی در آن نقش داشته است می‌توان به فرار اشاره کرد.